# Groupe de NGC 4658
Le groupe de NGC 4658 comprend au moins sept galaxies situées dans la constellation de la Vierge. La distance moyenne entre ce groupe et la Voie lactée est d'environ 40,1 Mpc (∼131 millions d'al). 

## Membres
Le tableau ci-dessous liste les six galaxies du groupe indiquées dans l'article de A.M. Garcia paru en 1993. À cette liste, il faut sans doute ajouter la galaxie NGC 4663, car elle forme une paire de galaxies avec NGC 4658.
| Nom                     | Class.    | Type                        | α (J2000.0)   | δ (J2000.0)  | Vitesse radiale (km/s) | m               | Distance (Mpc) | Diamètre (kal) |
| ----------------------- | --------- | --------------------------- | ------------- | ------------ | ---------------------- | --------------- | -------------- | -------------- |
| NGC 4658                | SB(s)bc   | Spirale barrée              | 12h 44m 37.8s | -10° 04′ 59″ | 2397 ± 3               | 12,5            | 40,4 ± 2,9     | 60             |
| NGC 4680                | S? Pec    | Spirale                     | 12h 46m 84.7s | -11° 38′ 13″ | 2492 ± 9               | 12,8            | 41,8 ± 3,0     | 45             |
| NGC 4682                | SAB(s)cd  | Spirale intermédiaire       | 12h 47m 15.5s | -10° 03′ 48″ | 2331 ± 9               | 12,2            | 39,4 ± 2,8     | 81             |
| MCG -1-33-32 (UGCA 304) | Scd?      | Spirale                     | 12h 52m 26.9s | -09° 45′ 14″ | 2258 ± 7               | 13,2            | 38,3 ± 2,7     | 77             |
| MCG -2-33-10            | SB(s)m    | Spirale barrée magellanique | 12h 48m 09.7s | -10° 11′ 12″ | 2387 ± 5               | 12,315 ± 0,079A | 40,2 ± 2,8     | 43             |
| MCG -2-33-20            | SB(s)m    | Spirale barrée magellanique | 12h 50m 29.4s | -10° 51′ 16″ | 2390 ± 5               | 12,41           | 40,2 ± 2,9     | 106            |
| NGC 4663                | SB0^0(s)? | Lenticulaire                | 12h 44m 47.0s | -10° 11′ 52″ | 2407 ± 33              | 13,5            | 40,5 ± 2,9     | 41             |

- ADans le proche infrarouge.

Le site DeepskyLog permet de trouver aisément les constellations des galaxies mentionnées dans ce tableau ou si elles ne s'y trouvent pas, l'outil du site constellation permet de le faire à l'aide des coordonnées de la galaxie. Sauf indication contraire, les données proviennent du site NASA/IPAC. 